# عشرب خطي الأوراق
عشرب خطي الأوراق (الاسم العلمي:Exacum linearifolium) هو نوع من النباتات يتبع جنس العشرب من الفصيلة الجنطيانية.